# Abraham Iniga
Abraham Iniga (21 novembre 1979) è un calciatore salomonese, centrocampista del Marist e della Nazionale salomonese.

## Carriera

### Club
Nel 2004, dopo aver militato al Mars, passa al Systek Kingz. Nel 2006 si trasferisce in Papua Nuova Guinea, all'Hekari United. Nel 2009 torna in patria, al Marist. Nel 2010 passa all'Hekari United. Nel 2011 torna al Marist. Nel 2014 si accasa al Western United. Nel 2016 viene acquistato dal Marist.

### Nazionale
Ha debuttato in Nazionale il 6 settembre 2005, in Isole Salomone-Australia (1-2). Ha messo a segno la sua prima rete con la maglia della nazionale il 13 luglio 2007, nell'amichevole Isole Salomone-Papua Nuova Guinea (2-1). Ha partecipato, con la Nazionale, alla Coppa delle nazioni oceaniane 2012.

## Palmarès

### Club

#### Competizioni nazionali
- National Soccer League: 4

Hekari United: 2006, 2007-2008, 2008-2009, 2010-2011
- Telekom National Club Championship: 2

Marist: 2009, 2016-2017